# 李繼欽
李繼欽，唐朝末年将领，凤翔节度使李茂贞的义子。
李茂贞将唐昭宗劫持到凤翔，宣武军节度使朱全忠大军西征凤翔。天复三年（903年）正月十四丙辰日，朱全忠巡视各个营寨，到凤翔城北，有凤翔军从北山上下来，朱全忠怀疑凤翔军要逼近，派兵攻击，捉住凤翔军将领李继钦。